# Polícia Civil do Estado de Santa Catarina
A Polícia Civil do Estado de Santa Catarina é uma das polícias do estado de Santa Catarina, Brasil, órgão do sistema de segurança pública ao qual compete, nos termos do artigo 144, § 4º, da Constituição Federal e ressalvada competência específica da União, as funções de polícia judiciária e de apuração das infrações penais, exceto as de natureza militar.

## História
Seguindo a tendência nacional, a Lei nº 9.831, de 1995, denominou como  Delegacia Geral da Polícia Civil o órgão central de direção da instituição, reorganizando, ainda,  a estrutura e dispondo sobre novos órgãos operacionais.
A partir dos anos 1990, a restrição das despesas de custeio impostas pelos governos estaduais acabou por conter o desenvolvimento das polícias civis, principalmente, quanto a admissão do número de policiais necessários à demanda resultante do aumento populacional e das taxas de incidência criminal. Tais questões tem sido objeto de estudos dos principais órgãos representativos da Polícia Civil de Santa Catarina.

## Organização policial

### Estrutura básica
(principais órgãos)
Gabinete do Delegado Geral da Polícia Civil
Conselho Superior de Polícia
Diretoria de Inteligência
Núcleos de Inteligência (NINTs)
Diretoria de Polícia da Grande Florianópolis
Delegacias Regionais de Polícia > Delegacias de Comarcas e Municipais
Diretoria de Polícia do Litoral
Delegacias Regionais de Polícia > Delegacias de Comarcas e Municipais
Diretoria de Polícia do Interior
Delegacias Regionais de Polícia > Delegacias de Comarcas e Municipais
Diretoria de Polícia da Fronteira
Delegacias Regionais de Polícia > Delegacias de Comarcas e Municipais
Diretoria Estadual de Investigações Criminais (DEIC)
Gerência de Investigações Criminais
Gerência de Delegacias Especializadas
Delegacia Antissequestro
Delegacia de Repressão a Entorpecentes
Delegacia de Furtos e Roubos de Veículos e Cargas
Delegacia de Defraudações
Academia de Polícia Civil
Corregedoria de Polícia

### Delegacia de polícia
A Polícia Civil do Estado de Santa Catarina, dirigida pelo Delegado Geral de Polícia, desenvolve os serviços públicos da sua competência, basicamente, através das delegacias policiais. As delegacias distribuídas pelo território estadual, são, nas suas circunscrições, o centro das investigações e dos demais atos de polícia judiciária e pontos de atendimento e proteção à população. São 10 delegacias de polícia, 2 delegacias especializadas e 2 subdelegacias na cidade de Florianópolis e 30 Delegacias Regionais no Interior do estado, perfazendo um total de 392 postos para atendimento à população.

### Investigação especializada

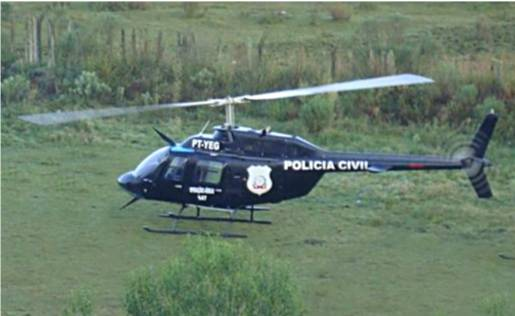
Helicóptero da Polícia Civil

Em apoio as delegacias distritais, surgiram as delegacias especializadas decorrentes do desenvolvimento da atividade criminosa que também se especializou, organizou-se em quadrilhas e estendeu as suas ações por largas faixas territoriais. As principais delegacias especializadas reprimem o tráfico de entorpecentes, o roubo e o furto, inclusive de automóveis, as fraudes ou defraudações, sendo certa a inclusão das delegacias de homicídios dentre essas unidades pela importância do bem jurídico protegido que é a vida humana.
O estado de Santa Catarina conta, além de outras, com a Delegacia Antissequestro, Delegacia de Repressão a Entorpecentes, Delegacia de Defraudações, Delegacia de Furtos e Roubos de Veículos e Cargas, Delegacia de Polícia de Proteção à Mulher e ao Menor, Delegacia de Delitos de Trânsito e Delegacia de Proteção ao Turista.

### Operações especiais
O Central de Operações Policiais (COP), da capital, é o grupo de apoio operacional da Polícia Civil do Estado de Santa Catarina. Criado em 2007, têm por atribuição apoiar operacionalmente as delegacias de polícia de Santa Catarina, quando solicitado. É integrado por agentes de polícia civil com treinamento em táticas policiais, artes marciais, direção tática e defensiva, operações noturnas, controle de distúrbio civil, entre outras especialidades.